# Демоны Деборы Логан
«Демоны Деборы Логан» (англ. The Taking of Deborah Logan) — американский мистический фильм ужасов 2014 года.

## Сюжет
Миа, Гэвин и Луис — команда документалистов, собранная для создания документального фильма о Деборе, пожилой женщине, страдающей болезнью Альцгеймера. Дебора поначалу отказывается, но соглашается на проект после того, как её дочь Сара напоминает ей, что им нужны деньги, чтобы сохранить дом от конфискации. Во время съемок Сара и Дебора говорят о более ранних годах, когда Дебора работала оператором коммутатора, чтобы свести концы с концами.
Дебора демонстрирует все более странное поведение, которое её личный врач, доктор Назир, списывает на нормальное для агрессивной формы болезни Альцгеймера. Однако оператор Луис начинает замечать, что некоторые из действий Деборы не поддаются нормальным объяснениям и выражает озабоченность тем, что происходит что-то сверхъестественное. Все становится более напряженным после того, как Луис и Гэвин записывают аудио Деборы, говорящей по-французски, сидя за её старым коммутатором, говоря о жертвоприношениях и змеях. Они также замечают, что линия 337 постоянно звонит и обнаруживают, что линия принадлежала местному врачу Анри Дежардену, который исчез после серии ритуальных каннибалистических убийств четырёх молодых девушек. Поведение Деборы становится настолько экстремальным, что её госпитализируют для её же собственной безопасности. Харрис, сосед и давний друг Деборы, начинает подозревать съемочную группу и пытается всячески им помешать.
Миа и другие обнаруживают, что Дежарден предположительно пытался воссоздать древний демонический ритуал, который сделал бы его бессмертным, но потребовал смерти пяти девушек, у которых недавно была их первая менструация. Они задаются вопросом, одержима ли Дебора Дежарденом, похожий случай произошёл в Африке, где мать была одержима своим мертвым сыном и была освобождена только тогда, когда колдун сжег его труп. В больнице Харрис навещает Дебору, которая умоляет Харриса убить её. Он пытается выполнить её желание, но безуспешно из-за существа внутри Деборы, которое бросает телевизор на старика. Сара, Миа и Луис обнаруживают, что Дебора похищает Кару, молодую онкологическую пациентку, которую она ранее уже пыталась увести. Сара узнает от Харриса, что несколько лет назад Дебора узнала, что Дежарден планировал использовать Сару в качестве своей пятой жертвы и убила доктора, прежде чем он смог сделать это, тело зарыла во дворе. Группа в конце концов находит тело и пытается сжечь его, но оно не загорается.
Деборе удается похитить Кару и доставить её в то место, где Дежарден убил всех своих предыдущих жертв. Обнаружив, что Дебора ушла в шахту, Шериф Твид отправляется за ней, но через несколько мгновений её убивают. Из-за этого Сара и Миа решают самостоятельно найти Дебору. Они настигают старуху, когда она пытается съесть голову Кары, словно змея. В конце концов им удалось сжечь труп Дежардена. Из новостных источников становится ясно, что Дебору судить не станут, поскольку она находится в неудовлетворительном состоянии. Также нам показывают репортаж о том, что Кара преодолела свой рак и празднует свой 10-й день рождения. Когда репортер заканчивает съемку, Кара поворачивается к камере и зловеще улыбается, намекая, что ритуал Дежардена завершен и теперь он контролирует её тело.

## В ролях
- Джилл Ларсон — Дебора Логан
- Энн Рэмзи — Сара Логан
- Мишель Энг — Миа Медина
- Бретт Джентиле — Гэвин
- Джереми ДеКарлос — Луис
- Райан Кутрона — Харрис Средл
- Тоня Бладсворт — Линда Твид
- Энн Бедиан — доктор Анализа Назир